# 알카
알카 (Alka, 복수형:alkas, 라트비아어: elks)는 발트해의 신성한 곳 (산악 숭배, 수목 숭배)이며 희생의 장소이다.  기독교가 소개되었을 때 십자가, 코플릿스툴피스 (Koplytstulpis, koplytstulpiai), 스토가스툴피스 (Stogastulpis, stogastulpiai)가 혼잡한 장소에 세워졌다.

## 같이 보기
- 발트 신이교